# Mahallát megye
Mahallát megye (perzsául: شهرستان محلات) Irán Markazi tartományának egyik délkeleti megyéje az ország középső, nyugati részén. Északon Kom tartomány, azon belül a vele azonos területtel rendelkező Kom megye, keleten Delidzsán megye, délkeleten és délen az Iszfahán tartományban fekvő Golpájegán megye és Sáhinsahr és Mejme megye, délnyugatról Homejn megye, nyugatról pedig Arák megye határolja. Székhelye a 35 000 fős Mahallát városa. Második legnagyobb városa az 5700 fős Nimvar. A megye lakossága 48 458 fő, területe 2079 km². A megye egyetlen kerületből áll: Központi kerület.

## Fordítás
- Ez a szócikk részben vagy egészben  a   Mahallat County című angol Wikipédia-szócikk ezen változatának fordításán alapul.  Az eredeti cikk szerkesztőit annak laptörténete sorolja fel. Ez a jelzés csupán a megfogalmazás eredetét és a szerzői jogokat jelzi, nem szolgál a cikkben szereplő információk forrásmegjelöléseként.